# 古渡口石刻群
古渡口石刻群，位于中国广东省潮州市饶平县所城镇，为饶平县文物保护单位，类型为石窟寺及石刻，公布时间为1981年7月。
古渡口石刻群的历史年代为明、清。